# تشاد أندرسون (سياسي)
تشاد أندرسون (بالإنجليزية: Chad Anderson)‏ هو سياسي أمريكي، ولد في 19 أبريل 1979. نشط حزبياً في الحزب الجمهوري. وقد انتخب عضو مجلس نواب مينيسوتا.

## وصلات خارجية
- الموقع الرسمي